# Coppa Italia 1985/86
Die Coppa Italia 1985/86, den Fußball-Pokalwettbewerb für Vereinsmannschaften in Italien der Saison 1985/86, gewann die AS Rom. Die Roma traf im Finale auf Sampdoria Genua und konnte die Coppa Italia zum sechsten Mal gewinnen. Mit 1:2 und 2:0 setzte sich der AS Rom gegen Sampdoria durch. Man wurde Nachfolger des eigenen Finalgegners, der den Pokal im Vorjahr gegen den AC Mailand errungen hatte.
Als italienischer Pokalsieger 1985/86 qualifizierte sich die AS Rom für den Europapokal der Pokalsieger des folgenden Jahres, wo man bereits in der ersten Runde am spanischen Vertreter Real Saragossa scheiterte.

## Gruppenphase

### Gruppe 1
| Pl. | Verein           | Sp. | S | U | N | Tore    | Diff. | Punkte |
| --- | ---------------- | --- | - | - | - | ------- | ----- | ------ |
| 1.  | AC Florenz       | 5   | 4 | 1 | 0 | 009:200 | +7    | 09     |
| 2.  | Juventus Turin   | 5   | 2 | 2 | 1 | 010:500 | +5    | 06     |
| 3.  | AC Monza Brianza | 5   | 2 | 2 | 1 | 006:500 | +1    | 06     |
| 4.  | AC Perugia       | 5   | 1 | 2 | 2 | 003:300 | ±0    | 04     |
| 5.  | US Palermo       | 5   | 2 | 0 | 3 | 005:100 | −5    | 04     |
| 6.  | US Casertana     | 5   | 0 | 1 | 4 | 004:120 | −8    | 01     |

| 1. Spieltag      |     |                  |
| US Casertana     | 0:1 | US Palermo       |
| AC Monza Brianza | 0:3 | AC Florenz       |
| AC Perugia       | 0:0 | Juventus Turin   |
| 2. Spieltag      |     |                  |
| AC Florenz       | 1:0 | AC Perugia       |
| Juventus Turin   | 6:2 | US Casertana     |
| AC Monza Brianza | 3:0 | US Palermo       |
| 3. Spieltag      |     |                  |
| US Casertana     | 0:2 | AC Perugia       |
| Juventus Turin   | 1:1 | AC Monza Brianza |
| US Palermo       | 1:3 | AC Florenz       |
| 4. Spieltag      |     |                  |
| US Casertana     | 1:1 | AC Florenz       |
| US Palermo       | 1:3 | Juventus Turin   |
| AC Perugia       | 0:0 | AC Monza Brianza |
| 5. Spieltag      |     |                  |
| AC Florenz       | 1:0 | Juventus Turin   |
| AC Monza Brianza | 2:1 | US Casertana     |
| AC Perugia       | 1:2 | US Palermo       |

### Gruppe 2
| Pl. | Verein            | Sp. | S | U | N | Tore    | Diff. | Punkte |
| --- | ----------------- | --- | - | - | - | ------- | ----- | ------ |
| 1.  | Lanerossi Vicenza | 5   | 2 | 3 | 0 | 006:400 | +2    | 07     |
| 2.  | Calcio Padova     | 5   | 2 | 2 | 1 | 007:400 | +3    | 06     |
| 3.  | SSC Neapel        | 5   | 2 | 2 | 1 | 005:200 | +3    | 06     |
| 4.  | US Lecce          | 5   | 2 | 2 | 1 | 007:600 | +1    | 06     |
| 5.  | Pescara Calcio    | 5   | 0 | 3 | 2 | 005:700 | −2    | 03     |
| 6.  | Salernitana Sport | 5   | 0 | 2 | 3 | 003:100 | −7    | 02     |

| 1. Spieltag       |     |                   |
| Lanerossi Vicenza | 0:0 | Salernitana Sport |
| SSC Neapel        | 0:0 | Pescara Calcio    |
| Calcio Padova     | 2:2 | US Lecce          |
| 2. Spieltag       |     |                   |
| Lanerossi Vicenza | 1:0 | SSC Neapel        |
| Pescara Calcio    | 0:1 | Calcio Padova     |
| Salernitana Sport | 0:2 | US Lecce          |
| 3. Spieltag       |     |                   |
| US Lecce          | 1:1 | Lanerossi Vicenza |
| Calcio Padova     | 0:0 | SSC Neapel        |
| Salernitana Sport | 2:2 | Pescara Calcio    |
| 4. Spieltag       |     |                   |
| Lanerossi Vicenza | 2:1 | Calcio Padova     |
| US Lecce          | 2:1 | Pescara Calcio    |
| Salernitana Sport | 1:3 | SSC Neapel        |
| 5. Spieltag       |     |                   |
| SSC Neapel        | 2:0 | US Lecce          |
| Calcio Padova     | 3:0 | Salernitana Sport |
| Pescara Calcio    | 2:2 | Lanerossi Vicenza |

### Gruppe 3
| Pl. | Verein           | Sp. | S | U | N | Tore    | Diff. | Punkte |
| --- | ---------------- | --- | - | - | - | ------- | ----- | ------ |
| 1.  | Atalanta Bergamo | 5   | 2 | 3 | 0 | 009:500 | +4    | 07     |
| 2.  | Sampdoria Genua  | 5   | 2 | 3 | 0 | 007:300 | +4    | 07     |
| 3.  | Lazio Rom        | 5   | 2 | 3 | 0 | 005:200 | +3    | 07     |
| 4.  | AC Monopoli      | 5   | 2 | 0 | 3 | 003:600 | −3    | 04     |
| 5.  | AS Taranto       | 5   | 1 | 1 | 3 | 003:800 | −5    | 03     |
| 6.  | Catania Calcio   | 5   | 0 | 2 | 3 | 003:600 | −3    | 02     |

| 1. Spieltag      |     |                  |
| Lazio Rom        | 1:0 | Catania Calcio   |
| AC Monopoli      | 0:2 | Atalanta Bergamo |
| AS Taranto       | 1:4 | Sampdoria Genua  |
| 2. Spieltag      |     |                  |
| Atalanta Bergamo | 2:2 | Lazio Rom        |
| Catania Calcio   | 0:0 | Sampdoria Genua  |
| AC Monopoli      | 1:0 | AS Taranto       |
| 3. Spieltag      |     |                  |
| Catania Calcio   | 1:1 | Atalanta Bergamo |
| Sampdoria Genua  | 1:0 | AC Monopoli      |
| AS Taranto       | 0:0 | Lazio Rom        |
| 4. Spieltag      |     |                  |
| Atalanta Bergamo | 2:0 | AS Taranto       |
| Lazio Rom        | 0:0 | Sampdoria Genua  |
| AC Monopoli      | 2:1 | Catania Calcio   |
| 5. Spieltag      |     |                  |
| Lazio Rom        | 2:0 | AC Monopoli      |
| Sampdoria Genua  | 2:2 | Atalanta Bergamo |
| AS Taranto       | 2:1 | Catania Calcio   |

### Gruppe 4
| Pl. | Verein         | Sp. | S | U | N | Tore    | Diff. | Punkte |
| --- | -------------- | --- | - | - | - | ------- | ----- | ------ |
| 1.  | Inter Mailand  | 5   | 3 | 2 | 0 | 011:400 | +7    | 08     |
| 2.  | FC Empoli      | 5   | 1 | 3 | 1 | 009:500 | +4    | 05     |
| 3.  | US Avellino    | 5   | 1 | 3 | 1 | 007:500 | +2    | 05     |
| 4.  | AC Cesena      | 5   | 1 | 3 | 1 | 003:400 | −1    | 05     |
| 5.  | Brescia Calcio | 5   | 2 | 1 | 2 | 006:800 | −2    | 05     |
| 6.  | Ancona Calcio  | 5   | 1 | 0 | 4 | 005:150 | −10   | 02     |

| 1. Spieltag    |     |                |
| Ancona Calcio  | 0:5 | FC Empoli      |
| Brescia Calcio | 1:1 | US Avellino    |
| AC Cesena      | 0:0 | Inter Mailand  |
| 2. Spieltag    |     |                |
| US Avellino    | 4:0 | Ancona Calcio  |
| AC Cesena      | 1:1 | FC Empoli      |
| Inter Mailand  | 3:1 | Brescia Calcio |
| 3. Spieltag    |     |                |
| US Avellino    | 0:0 | AC Cesena      |
| Brescia Calcio | 0:3 | Ancona Calcio  |
| FC Empoli      | 1:1 | Inter Mailand  |
| 4. Spieltag    |     |                |
| Ancona Calcio  | 1:4 | Inter Mailand  |
| AC Cesena      | 0:2 | Brescia Calcio |
| FC Empoli      | 1:1 | US Avellino    |
| 5. Spieltag    |     |                |
| Ancona Calcio  | 1:2 | AC Cesena      |
| Brescia Calcio | 2:1 | FC Empoli      |
| Inter Mailand  | 3:1 | US Avellino    |

### Gruppe 5
| Pl. | Verein        | Sp. | S | U | N | Tore    | Diff. | Punkte |
| --- | ------------- | --- | - | - | - | ------- | ----- | ------ |
| 1.  | SC Pisa       | 5   | 3 | 2 | 0 | 010:500 | +5    | 08     |
| 2.  | Hellas Verona | 5   | 2 | 2 | 1 | 006:300 | +3    | 06     |
| 3.  | AC Parma      | 5   | 2 | 2 | 1 | 003:300 | ±0    | 06     |
| 4.  | FC Bologna    | 5   | 2 | 1 | 2 | 005:600 | −1    | 05     |
| 5.  | US Cremonese  | 5   | 1 | 1 | 3 | 005:900 | −4    | 03     |
| 6.  | FC Piacenza   | 5   | 0 | 2 | 3 | 007:100 | −3    | 02     |

| 1. Spieltag   |     |               |
| US Cremonese  | 0:2 | Hellas Verona |
| FC Piacenza   | 1:2 | AC Parma      |
| SC Pisa       | 2:0 | FC Bologna    |
| 2. Spieltag   |     |               |
| FC Bologna    | 2:3 | US Cremonese  |
| FC Piacenza   | 3:4 | SC Pisa       |
| Hellas Verona | 2:0 | AC Parma      |
| 3. Spieltag   |     |               |
| FC Bologna    | 1:0 | Hellas Verona |
| US Cremonese  | 1:1 | FC Piacenza   |
| AC Parma      | 0:0 | SC Pisa       |
| 4. Spieltag   |     |               |
| AC Parma      | 0:0 | FC Bologna    |
| FC Piacenza   | 1:1 | Hellas Verona |
| SC Pisa       | 3:1 | US Cremonese  |
| 5. Spieltag   |     |               |
| FC Bologna    | 2:1 | FC Piacenza   |
| AC Parma      | 1:0 | US Cremonese  |
| Hellas Verona | 1:1 | SC Pisa       |

### Gruppe 6
| Pl. | Verein          | Sp. | S | U | N | Tore    | Diff. | Punkte |
| --- | --------------- | --- | - | - | - | ------- | ----- | ------ |
| 1.  | Udinese Calcio  | 5   | 5 | 0 | 0 | 012:200 | +10   | 10     |
| 2.  | AC Mailand      | 5   | 3 | 1 | 1 | 007:400 | +3    | 07     |
| 3.  | AC Reggiana     | 5   | 1 | 2 | 2 | 003:600 | −3    | 04     |
| 4.  | CFC Genua       | 5   | 0 | 4 | 1 | 004:800 | −4    | 04     |
| 5.  | AC Arezzo       | 5   | 1 | 1 | 3 | 005:600 | −1    | 03     |
| 6.  | Cagliari Calcio | 5   | 0 | 2 | 3 | 001:600 | −5    | 02     |

| 1. Spieltag     |     |                 |
| CFC Genua       | 2:2 | AC Mailand      |
| AC Reggiana     | 0:0 | Cagliari Calcio |
| Udinese Calcio  | 1:0 | AC Arezzo       |
| 2. Spieltag     |     |                 |
| AC Arezzo       | 1:1 | CFC Genua       |
| Cagliari Calcio | 0:1 | AC Mailand      |
| AC Reggiana     | 1:4 | Udinese Calcio  |
| 3. Spieltag     |     |                 |
| AC Arezzo       | 3:0 | Cagliari Calcio |
| AC Mailand      | 1:0 | AC Reggiana     |
| Udinese Calcio  | 4:0 | CFC Genua       |
| 4. Spieltag     |     |                 |
| Cagliari Calcio | 1:2 | Udinese Calcio  |
| CFC Genua       | 1:1 | AC Reggiana     |
| AC Mailand      | 3:1 | AC Arezzo       |
| 5. Spieltag     |     |                 |
| Cagliari Calcio | 0:0 | CFC Genua       |
| AC Reggiana     | 1:0 | AC Arezzo       |
| Udinese Calcio  | 1:0 | AC Mailand      |

### Gruppe 7
| Pl. | Verein                | Sp. | S | U | N | Tore    | Diff. | Punkte |
| --- | --------------------- | --- | - | - | - | ------- | ----- | ------ |
| 1.  | Torino Calcio         | 5   | 3 | 2 | 0 | 011:500 | +6    | 08     |
| 2.  | FC Como               | 5   | 3 | 1 | 1 | 007:600 | +1    | 07     |
| 3.  | US Triestina          | 5   | 1 | 3 | 1 | 006:600 | ±0    | 05     |
| 4.  | FC Varese             | 5   | 1 | 2 | 2 | 005:600 | −1    | 04     |
| 5.  | Sambenedettese Calcio | 5   | 1 | 1 | 3 | 005:700 | −2    | 03     |
| 6.  | Rimini Calcio         | 5   | 1 | 1 | 3 | 007:110 | −4    | 03     |

| 1. Spieltag           |     |                       |
| FC Como               | 1:1 | FC Varese             |
| Sambenedettese Calcio | 1:2 | Torino Calcio         |
| US Triestina          | 2:2 | Rimini Calcio         |
| 2. Spieltag           |     |                       |
| Rimini Calcio         | 1:4 | Torino Calcio         |
| Sambenedettese Calcio | 1:2 | FC Como               |
| FC Varese             | 0:1 | US Triestina          |
| 3. Spieltag           |     |                       |
| Rimini Calcio         | 1:2 | FC Como               |
| US Triestina          | 1:1 | Torino Calcio         |
| FC Varese             | 1:0 | Sambenedettese Calcio |
| 4. Spieltag           |     |                       |
| FC Como               | 2:1 | US Triestina          |
| Sambenedettese Calcio | 2:1 | Rimini Calcio         |
| Torino Calcio         | 2:2 | FC Varese             |
| 5. Spieltag           |     |                       |
| Rimini Calcio         | 2:1 | FC Varese             |
| Torino Calcio         | 2:0 | FC Como               |
| US Triestina          | 1:1 | Sambenedettese Calcio |

### Gruppe 8
| Pl. | Verein            | Sp. | S | U | N | Tore    | Diff. | Punkte |
| --- | ----------------- | --- | - | - | - | ------- | ----- | ------ |
| 1.  | AS Rom            | 5   | 3 | 1 | 1 | 010:200 | +8    | 07     |
| 2.  | FC Messina        | 5   | 2 | 3 | 0 | 004:200 | +2    | 07     |
| 3.  | Ascoli Calcio     | 5   | 2 | 2 | 1 | 005:600 | −1    | 06     |
| 4.  | Campobasso Calcio | 5   | 1 | 2 | 2 | 002:300 | −1    | 04     |
| 5.  | AS Bari           | 5   | 1 | 2 | 2 | 003:600 | −3    | 04     |
| 6.  | US Catanzaro      | 5   | 0 | 2 | 3 | 003:800 | −5    | 02     |

| 1. Spieltag       |     |                   |
| Ascoli Calcio     | 2:1 | US Catanzaro      |
| AS Bari           | 1:0 | Campobasso Calcio |
| FC Messina        | 1:0 | AS Rom            |
| 2. Spieltag       |     |                   |
| Ascoli Calcio     | 1:1 | AS Bari           |
| Campobasso Calcio | 1:1 | FC Messina        |
| AS Rom            | 4:1 | US Catanzaro      |
| 3. Spieltag       |     |                   |
| US Catanzaro      | 0:1 | Campobasso Calcio |
| FC Messina        | 1:0 | AS Bari           |
| AS Rom            | 3:0 | Ascoli Calcio     |
| 4. Spieltag       |     |                   |
| Campobasso Calcio | 0:0 | AS Rom            |
| US Catanzaro      | 1:1 | AS Bari           |
| FC Messina        | 1:1 | Ascoli Calcio     |
| 5. Spieltag       |     |                   |
| AS Bari           | 0:3 | AS Rom            |
| Campobasso Calcio | 0:1 | Ascoli Calcio     |
| US Catanzaro      | 0:0 | FC Messina        |

## Achtelfinale
|                 | Gesamt |                   | Hinspiel | Rückspiel |
| --------------- | ------ | ----------------- | -------- | --------- |
| FC Como         | 2:1    | Juventus Turin    | 1:0      | 1:1       |
| FC Empoli       | 2:1    | AC Mailand        | 1:0      | 1:1       |
| AC Florenz      | 3:2    | Udinese Calcio    | 3:1      | 0:1       |
| AS Rom          | 3:2    | Atalanta Bergamo  | 2:0      | 1:2       |
| Hellas Verona   | 3:2    | SC Pisa           | 3:0      | 0:2       |
| Inter Mailand   | 4:2    | Calcio Padova     | 2:1      | 2:1       |
| Sampdoria Genua | 5:2    | Lanerossi Vicenza | 3:0      | 2:2       |
| Torino Calcio   | 4:0    | FC Messina        | 2:0      | 2:0       |

## Viertelfinale
|                 | Gesamt |               | Hinspiel | Rückspiel |
| --------------- | ------ | ------------- | -------- | --------- |
| FC Empoli       | 3:5    | AC Florenz    | 3:2      | 0:3       |
| AS Rom          | 3:2    | Inter Mailand | 2:0      | 1:2       |
| Sampdoria Genua | 6:3    | Torino Calcio | 2:0      | 4:3       |
| Hellas Verona   | 3:4    | FC Como       | 2:1      | 1:3       |

## Halbfinale
|                 | Gesamt |            | Hinspiel | Rückspiel |
| --------------- | ------ | ---------- | -------- | --------- |
| AS Rom          | 3:2    | AC Florenz | 2:0      | 1:2       |
| Sampdoria Genua | 3:1    | FC Como    | 1:1      | 2:0       |

## Finale

### Hinspiel
| Sampdoria Genua                               | Sampdoria Genua | AS Rom | AS Rom |
| --------------------------------------------- | --- | --- | ------ |
| Sampdoria Genua                               | \| Finale \| \| 7. Juni 1986 in Genua (Stadio Luigi Ferraris) \| \| Ergebnis: 2:1 (1:1) \| \| Schiedsrichter: Paolo Casarin \| | \| Finale \| \| 7. Juni 1986 in Genua (Stadio Luigi Ferraris) \| \| Ergebnis: 2:1 (1:1) \| \| Schiedsrichter: Paolo Casarin \| | AS Rom |
| Sampdoria Genua                               | Ivano Bordon – Moreno Mannini, Fausto Pari, Antonio Paganin, Luca Pellegrini – Roberto Galia, Fausto Salsano, Gianfranco Matteoli, Giuseppe Lorenzo (74. Massimiliano Fiondella) – Trevor Francis, Roberto Mancini Cheftrainer: Eugenio Bersellini | Attilio Gregori – Emidio Oddi, Settimio Lucci, Ubaldo Righetti – Manuel Gerolin, Stefano Desideri, Antonio Di Carlo, Giuseppe Giannini – Francesco Graziani, Sandro Tovalieri, Stefano Impallomeni Cheftrainer: Sven-Göran Eriksson | AS Rom |
| Sampdoria Genua                               | 1:0 Roberto Mancini (19.) 2:1 Roberto Galia (67.) | 1:1 Sandro Tovalieri (45.) | AS Rom |
| Finale                                        | | |        |
| 7. Juni 1986 in Genua (Stadio Luigi Ferraris) | | |        |
| Ergebnis: 2:1 (1:1)                           | | |        |
| Schiedsrichter: Paolo Casarin                 | | |        |

### Rückspiel
| AS Rom                                         | AS Rom | Sampdoria Genua | Sampdoria Genua |
| ---------------------------------------------- | --- | --- | --------------- |
| AS Rom                                         | \| Finale \| \| 14. Juni 1986 in Rom (Giuseppe-Meazza-Stadion) \| \| Ergebnis: 2:0 (1:0) \| \| Schiedsrichter: Tullio Lanese \| | \| Finale \| \| 14. Juni 1986 in Rom (Giuseppe-Meazza-Stadion) \| \| Ergebnis: 2:0 (1:0) \| \| Schiedsrichter: Tullio Lanese \| | Sampdoria Genua |
| AS Rom                                         | Attilio Gregori – Emidio Oddi, Settimio Lucci, Ubaldo Righetti – Manuel Gerolin, Stefano Desideri, Antonio Di Carlo, Giuseppe Giannini – Francesco Graziani, Sandro Tovalieri (85. Toninho Cerezo), Roberto Pruzzo (83. Stefano Impallomeni) Cheftrainer: Sven-Göran Eriksson | Ivano Bordon – Moreno Mannini, Fausto Pari, Antonio Paganin, Luca Pellegrini – Roberto Galia, Fausto Salsano, Gianfranco Matteoli, Massimiliano Fiondella (56. Giuseppe Lorenzo) – Trevor Francis, Roberto Mancini Cheftrainer: Eugenio Bersellini | Sampdoria Genua |
| AS Rom                                         | 1:0 Stefano Desideri (43., Elfmeter) 2:0 Toninho Cerezo (89.) | | Sampdoria Genua |
| Finale                                         | | |                 |
| 14. Juni 1986 in Rom (Giuseppe-Meazza-Stadion) | | |                 |
| Ergebnis: 2:0 (1:0)                            | | |                 |
| Schiedsrichter: Tullio Lanese                  | | |                 |